# Masters de Cincinnati 2018
El Masters de Cincinnati 2018 fue un torneo de tenis que perteneció tanto a la ATP en la categoría de ATP World Tour Masters 1000 como a la WTA en la categoría Premier 5. Se disputó del 12 al 19 de agosto de 2018 en Cincinnati, Ohio (Estados Unidos), sobre canchas duras, e hizo parte de un conjunto de torneos que forman el US Open Series 2018.

## Puntos y premios

### Distribución de puntos
| Evento                 | G    | F   | SF  | CF  | Ronda de 16 | Ronda de 32 | Ronda de 64 | Q  | Q2 | Q1 |
| Individuales Masculino | 1000 | 600 | 360 | 180 | 90          | 45          | 10          | 25 | 16 | 0  |
| Dobles Masculino       | 1000 | 600 | 360 | 180 | 90          | 0           | —           | —  | —  | —  |
| Individuales Femenino  | 900  | 585 | 350 | 190 | 105         | 60          | 1           | 30 | 20 | 1  |
| Dobles Femenino        | 900  | 585 | 350 | 190 | 105         | 5           | —           | —  | —  | —  |

### Premios monetarios
| Evento                 | G        | F        | SF       | CF       | Ronda de 16 | Ronda de 32 | Ronda de 64 | Q2     | Q1     |
| Individuales Masculino | $954,225 | $467,880 | $235,480 | $119,740 | $62,180     | $32,780     | $17,700     | $4,080 | $2,075 |
| Individuales Femenino  | $522,450 | $260,970 | $128,330 | $60,105  | $29,100     | $14,965     | $7,850      | $3,120 | $1,890 |
| Dobles Masculino       | $295,500 | $144,670 | $72,570  | $37,250  | $19,250     | $10,160     | —           | —      | —      |
| Dobles Femenino        | $140,230 | $700,835 | $35,070  | $17,650  | $8,950      | $4,420      | —           | —      | —      |

## Cabezas de serie

### Individuales masculino
Los cabezas de serie están establecidos al ranking del 6 de agosto.
| N.º | Clasif | Jugador               | Puntos antes | Puntos que defender | Puntos ganados | Puntos después | Actuación en el torneo                               |
| --- | ------ | --------------------- | ------------ | ------------------- | -------------- | -------------- | ---------------------------------------------------- |
| 1   | 1      | Rafael Nadal          | 10 220       | 180                 | 0              | 10 040         | Se retiró debido a problemas de programación         |
| 2   | 2      | Roger Federer         | 6480         | 0                   | 600            | 7080           | Final, perdió ante Novak Djokovic [10]               |
| 3   | 4      | Alexander Zverev      | 4845         | 10                  | 10             | 4845           | Segunda ronda, perdió ante Robin Haase               |
| 4   | 3      | Juan Martín del Potro | 5410         | 90                  | 180            | 5500           | Cuartos de final, perdió ante David Goffin [11]      |
| 5   | 5      | Grigor Dimitrov       | 4700         | 1000                | 90             | 3790           | Tercera ronda, perdió ante Novak Djokovic [10]       |
| 6   | 6      | Kevin Anderson        | 4535         | 10                  | 90             | 4615           | Tercera ronda, perdió ante David Goffin [11]         |
| 7   | 7      | Marin Čilić           | 4085         | 0                   | 360            | 4445           | Semifinales, perdió ante Novak Djokovic [10]         |
| 8   | 8      | Dominic Thiem         | 3665         | 180                 | 0              | 3485           | Se retiró por enfermedad.                            |
| 9   | 9      | John Isner            | 3570         | 360                 | 10             | 3220           | Primera ronda, perdió ante Sam Querrey               |
| 10  | 10     | Novak Djokovic        | 3445         | 0                   | 1000           | 4445           | Campeón, venció a Roger Federer [2]                  |
| 11  | 11     | David Goffin          | 3085         | 10                  | 360            | 3435           | Semifinales, se retiró ante Roger Federer [2]        |
| 12  | 12     | Diego Schwartzman     | 2380         | 10                  | 10             | 2380           | Primera ronda, perdió ante Stan Wawrinka [WC]        |
| 13  | 13     | Pablo Carreño         | 2290         | 90                  | 180            | 2380           | Cuartos de final, perdió ante Marin Čilić [7]        |
| 14  | 16     | Kyle Edmund           | 1950         | 10                  | 45             | 1985           | Segunda ronda, perdió ante Denis Shapovalov          |
| 15  | 18     | Nick Kyrgios          | 1855         | 600                 | 90             | 1345           | Tercera ronda, perdió ante Juan Martín del Potro [4] |
| 16  | 17     | Lucas Pouille         | 1870         | 0                   | 45             | 1915           | Segunda ronda, perdió ante Leonardo Mayer            |

#### Bajas masculinas
| Clasif | Jugador          | Puntos Antes | Puntos a defender | Puntos ganados | Puntos después | Baja debido a     |
| ------ | ---------------- | ------------ | ----------------- | -------------- | -------------- | ----------------- |
| 14     | Fabio Fognini    | 2145         | 45                | 0              | 2100           | Descanso          |
| 15     | Roberto Bautista | 1820         | 10                | 0              | 1810           | Lesión de abdomen |

### Dobles masculino
| Tenista                              | Clasif | Preclasificados |
| Oliver Marach Mate Pavić             | 5      | 1               |
| Mike Bryan Jack Sock                 | 15     | 2               |
| Henri Kontinen John Peers            | 15     | 3               |
| Jamie Murray Bruno Soares            | 19     | 4               |
| Łukasz Kubot Marcelo Melo            | 25     | 5               |
| Jean-Julien Rojer Horia Tecău        | 28     | 6               |
| Juan Sebastián Cabal Robert Farah    | 31     | 7               |
| Nicolas Mahut Édouard Roger-Vasselin | 32     | 8               |

### Individuales femenino
Las cabezas de serie están establecidas al ranking del 6 de agosto.
| N.º | Clasif | Jugador            | Puntos antes | Puntos por defender | Puntos ganados | Puntos después | Actuación en el torneo                            |
| --- | ------ | ------------------ | ------------ | ------------------- | -------------- | -------------- | ------------------------------------------------- |
| 1   | 1      | Simona Halep       | 8061         | 585                 | 585            | 8061           | Final, perdió ante Kiki Bertens                   |
| 2   | 2      | Caroline Wozniacki | 6135         | 190                 | 1              | 5946           | Segunda ronda, se retiró ante Kiki Bertens        |
| 3   | 3      | Sloane Stephens    | 5727         | 350                 | 105            | 5482           | Tercera ronda, perdió ante Elise Mertens [15]     |
| 4   | 4      | Angelique Kerber   | 5255         | 1                   | 105            | 5359           | Tercera ronda, perdió ante Madison Keys [13]      |
| 5   | 5      | Elina Svitolina    | 4470         | 105                 | 190            | 4555           | Cuartos de final, perdió ante Kiki Bertens        |
| 6   | 6      | Caroline Garcia    | 4680         | 1                   | 105            | 4784           | Tercera ronda, perdió ante Aryna Sabalenka        |
| 7   | 7      | Garbiñe Muguruza   | 4345         | 900                 | 60             | 3505           | Segunda ronda, perdió ante Lesia Tsurenko         |
| 8   | 8      | Petra Kvitová      | 4550         | 60                  | 350            | 4840           | Semifinales, perdió ante Kiki Bertens             |
| 9   | 9      | Karolína Plíšková  | 4395         | 350                 | 60             | 4105           | Segunda ronda, perdió ante Aryna Sabalenka        |
| 10  | 10     | Julia Görges       | 3905         | 190                 | 1              | 3716           | Primera ronda, se retiró ante Kristina Mladenovic |
| 11  | 11     | Jeļena Ostapenko   | 3787         | 1                   | 1              | 3787           | Primera ronda, perdió ante Alizé Cornet [Q]       |
| 12  | 12     | Daria Kasátkina    | 3525         | 60                  | 1              | 3466           | Primera ronda, perdió ante Petra Martić [Q]       |
| 13  | 13     | Madison Keys       | 3127         | 105                 | 190            | 3212           | Cuartos de final, perdió ante Aryna Sabalenka     |
| 14  | 14     | Venus Williams     | 2901         | 60                  | 0              | 2841           | Baja antes de la primera ronda                    |
| 15  | 15     | Elise Mertens      | 2960         | 1                   | 190            | 3149           | Cuartos de final, perdió ante Petra Kvitová [8]   |
| 16  | 16     | Ashleigh Barty     | 2770         | 135                 | 105            | 2740           | Tercera ronda, perdió ante Simona Halep [1]       |
| 17  | 17     | Naomi Osaka        | 2245         | 0                   | 1              | 2246           | Primera ronda, perdió ante Maria Sakkari          |

#### Bajas femeninas
| Clasif | Jugadora       | Puntos antes | Puntos por defender | Puntos ganados | Puntos después | Baja debido a                |
| ------ | -------------- | ------------ | ------------------- | -------------- | -------------- | ---------------------------- |
| 14     | Venus Williams | 2901         | 60                  | 0              | 2841           | Lesión en la rodilla derecha |

### Dobles femenino
| Tenista                               | Clasif | Preclasificadas |
| Barbora Krejčíková Kateřina Siniaková | 6      | 1               |
| Tímea Babos Kristina Mladenovic       | 11     | 2               |
| Andrea Hlaváčková Barbora Strýcová    | 15     | 3               |
| Andreja Klepač María José Martínez    | 26     | 4               |
| Nicole Melichar Květa Peschke         | 30     | 5               |
| Elise Mertens Demi Schuurs            | 45     | 6               |
| Lucie Hradecká Yekaterina Makarova    | 52     | 7               |
| Irina-Camelia Begu Monica Niculescu   | 57     | 8               |

## Campeones

### Individual masculino
Novak Djokovic venció a  Roger Federer por 6-4, 6-4

### Individual femenino
Kiki Bertens venció a  Simona Halep por 2-6, 7-6(8-6), 6-2

### Dobles masculino
Jamie Murray /  Bruno Soares vencieron a  Juan Sebastián Cabal /  Robert Farah por 4-6, 6-3, [10-6]

### Dobles femenino
Lucie Hradecká /  Yekaterina Makarova vencieron a  Elise Mertens /  Demi Schuurs por 6-2, 7-5